# Дейвид Бентли
Дейвид Майкъл Бентли (на английски: David Michael Bentley) е английски професионален футболист, крило. Той е играч на Тотнъм. Висок е 175 см. и тежи 68 кг. Кариерата на Бентли преминава през отборите на Арсенал (1 мач), Норич Сити (под наем; 26 мача и 2 гола) и Блекбърн Роувърс (102 мача и 13 гола). На 31 юли 2008 г. Тотнъм привлича Бентли в състава си за 15 милиона паунда, като сумата може да нарасне до 17 милиона. В първия си сезон на „Уайт Харт Лейн“ полузащитникът записва 25 срещи и 1 гол. Бентли прави дебюта си за Англия през септември 2007 г. срещу Израел. Финалист за Купата на Лигата с Тотнъм за 2009 г. Флангови футболист с добро центриране и силен удар. Често изпълнява статичните положения за своя отбор.